# ده عزيزي غندمكار الوسطي (ميانكوه)
ده عزیزي غندمکار الوسطی (بالفارسية: ده عزیزی گندمکار وسطی) هي قرية تقع في إيران في Miankuh Rural District. يقدر عدد سكانها بـ 152 نسمة .